# パワー・トゥ・ザ・ピープル
「パワー・トゥ・ザ・ピープル」（英語: Power to the People）は、1971年に発表されたジョン・レノンの楽曲、ならびに同曲を収録した、レノン率いるプラスティック・オノ・バンドの5枚目のシングルである。発売当時の邦題は「人々に勇気を」だった。

## 解説
1971年1月、レノンとオノ・ヨーコは前年12月8日に受けた、雑誌『ローリング・ストーン』のインタビューの内容に対する大きな反響を予想し、それを避けるために雑誌が発売される1月を日本で過ごすつもりだった。年末年始をレノンの故郷リヴァプールで過ごした後、1月6日にロサンゼルスから旅客船で日本へ出発、13日に横浜に到着すると東京、京都、鎌倉などに滞在していた。ところが前年末にポール・マッカートニーがビートルズの解散とアップル社における共同経営関係の解消を求める訴えを起こした。裁判が始まり、弁護士にすぐに帰国をするように催促されたため、予定を切り上げてイギリスへ戻らざる得なくなった。
1月21日に急遽帰国した夫妻だったが、弁護士からは電話で法的な要件を満たすことができたと告げられた。思いがけず時間ができた二人はティッテンハースト・パークの自宅で、マルクス主義新聞『レッド・モール』によるイギリスの労働運動家 タリク・アリ と歴史学者 ロビン・ブラックバーンとの対談に応じた。アリとブラックバーンは以前、アムステルダムやモントリオールのベッドイン、「ウォー・イズ・オーバー」キャンペーンなど、レノンとオノが平和達成のために受動的、非暴力的手段を信じていることについて、このような宣伝活動は直接行動よりも効果がないと紙上で批判していた。
この対談で二人の考えに触発されたレノンは、より強く直接的なメッセージソングを作ろうと考え、すぐに作曲をした。また、最終節にはオノの影響からフェミニズムについてのメッセージを盛り込んだ。翌22日に自宅にあるアスコット・サウンド・スタジオで クラウス・フォアマン、ジム・ゴードン、ビリー・プレストン、ボビー・キーズらとともに録音をした。その日の夜にはEMIレコーディング・スタジオでコーラスのオーバーダビングを行い、1日でほぼ完成させた。その後、2月15日に新しいアルバムのためのセッションを行った際、追加の録音が行われた。
発売日は3月5日と決定していたが、直前になってB面のオノの「オープン・ユア・ボックス」の歌詞が問題となり、EMI側から発売を1週間遅らせて、歌詞を変更するように要請された。しかしオノは歌詞を変えて再録音することはせず、エコーをかけるリミックスで歌詞の意味を不明瞭にすることにした。イギリスでは12日にリリースされたが、アメリカではキャピトル側から拒否されたため、アルバム『ヨーコの心／プラスティック・オノ・バンド』に収録されていた「タッチ・ミー」を編集した短縮版に差し替えて22日にリリースされた。イギリスでは3月20日から9週間チャートインを維持し、最高7位を記録した。またアメリカではビルボード・ホット100で4月3日にランクインするとほどなく11位を記録した。
ピクチャー・スリーブには、レノン夫妻がそれぞれ「叛」の文字の入ったヘルメットを被った写真が使用された。このヘルメットは、日本の新左翼学生運動「共産主義者同盟(ブント)」叛旗派のものであった。これは「変革のために戦う時が来た」というメッセージであるといわれている。
フジロック・フェスティバルではメインステージの全アクト終了後に毎年流されている。2004年にはサントリー「ゲータレード」のTVCMに使われた。また、TBS系列のスポーツ番組のオープニング、週末の深夜に放送する田中裕二がキャスターを務めるスポーツニュース『S☆1』のオープニングとしても使用されている。また、2012年から九州・沖縄のJNN各局で放送されているドキュメンタリー番組『世界一の九州が始まる!』内で、BGMとして使用されている。

## 収録曲

### イギリス盤
| #         | タイトル                                            | 作詞・作曲     | リード・ボーカル | 時間 |
| --------- | --------------------------------------------------- | -------------- | ---------------- | ---- |
| A.        | 「パワー・トゥ・ザ・ピープル」(Power to the People) | ジョン・レノン | ジョン・レノン   | 3:15 |
| B.        | 「オープン・ユア・ボックス」(Open Your Box)         | オノ・ヨーコ   | オノ・ヨーコ     | 3:31 |
| 合計時間: | 合計時間:                                           | 合計時間:      | 合計時間:        | 6:46 |

### アメリカ盤
| #         | タイトル                                            | 作詞・作曲     | リード・ボーカル | 時間 |
| --------- | --------------------------------------------------- | -------------- | ---------------- | ---- |
| A.        | 「パワー・トゥ・ザ・ピープル」(Power to the People) | ジョン・レノン | ジョン・レノン   | 3:15 |
| B.        | 「タッチ・ミー」(Touch Me)                          | オノ・ヨーコ   | オノ・ヨーコ     | 3:40 |
| 合計時間: | 合計時間:                                           | 合計時間:      | 合計時間:        | 6:55 |

## クレジット
- ジョン・レノン - リード・ボーカル、エレクトリック・ギター、ピアノ
- クラウス・フォアマン - ベース
- ジム・ゴードン - ドラムス
- ビリー・プレストン - ピアノ、キーボード
- ボビー・キーズ - サクソフォン
- ロゼッタ・ハイタワー 他44名[11] - バッキング・ボーカル

## チャート成績

### 週間チャート
| チャート (1971年)                       | 最高位 |
| --------------------------------------- | ------ |
| オーストラリア (Go-Set National Top 60) | 13     |
| オーストラリア (Kent Music Report)      | 21     |
| オーストリア (Ö3 Austria Top 40)        | 11     |
| ベルギー (Ultratop 50 Flanders)         | 9      |
| ベルギー (Ultratop 50 Wallonia)         | 18     |
| Canada Top Singles (RPM)                | 4      |
| ドイツ (GfK Entertainment charts)       | 7      |
| 日本 (オリコン)                         | 66     |
| オランダ (Single Top 100)               | 4      |
| ノルウェー (VG-lista)                   | 3      |
| スイス (Schweizer Hitparade)            | 5      |
| UK シングルス (OCC)                     | 7      |
| US Billboard Hot 100                    | 11     |
| US Cash Box Top 100                     | 10     |
| 西ドイツ (Official German Charts)       | 7      |

### 年間チャート
| チャート (1971年)             | 順位 |
| ----------------------------- | ---- |
| Canada Top Singles (RPM)      | 71   |
| オランダ (Dutch Top 40)       | 88   |
| US Joel Whitburn's Pop Annual | 99   |